# Abattoir (band)
Abattoir was een speed- en thrashmetalband uit Californië, opgericht in 1984.
Na twee albums gingen de meeste bandleden werken voor andere bands. Mel Sanchez stapte over naar Evildead, John Cyriis en Juan Garcia vormden Agent Steel, Steve Gaines ging werken voor Bloodlust. In 1998 kwam de band weer samen voor het comebackalbum Evil Incarnate, maar dit is nooit afgeraakt door allerlei problemen. Ook in 2018 en 2019 was de band nog een korte periode actief.

## Artiesten
De band bestond laatstelijk uit:
- Mike Towers - zanger
- Danny Oliverio - gitarist
- Mark Caro - gitarist
- Mel Sanchez - bassist
- Danny Anaya - drummer

## Vroegere leden
- John Cyriis - zanger
- Steve Gaines - zanger
- Juan Garcia - gitarist
- Robert Wayne - drummer

## Discografie
- 1985 - Vicious Attack
- 1986 - The Only Safe Place